# Бібліотека університету Умео

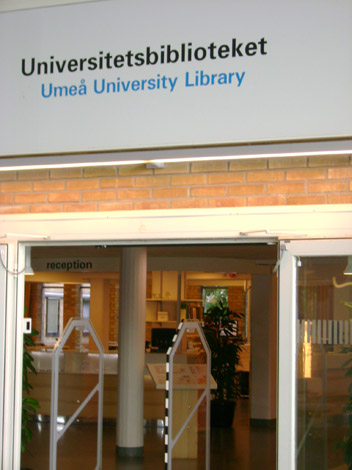
Вхід у бібліотеку з Лінденхалена

Бібліотека університету Умео — одна з семи бібліотек в Швеції, які за законом отримують обов'язковий примірник кожної надрукованої в Швеції книги (швед. Pliktbibliotek).

## Історія
Історія міської бібліотеки Умео почалася 1950 року. У 1951 році бібліотека була визнана важливою для північної Швеції. Бібліотека отримує обов'язковий примірник кожної нової книги, надрукованої в Швеції. Нова будівля головної бібліотеки в університетському містечку була відкрита 1968 року. З тих пір вона реконструювалася, останній раз в 2006 році.
Існують також допоміжні бібліотеки-філії в університетській лікарні Норланд, менші в Кампусі мистецтв і в Ерншельдсвіку.

## ЛІтература
- Carlquist, Erik. (1989). Umeå universitetsbibliotek under 25 år. Umeå: Umeå universitet. Ingår i Svenska biblioteksbyggnader : från förvaring till mötesplats : en festskrift till Lars Tynell [red.: Lars Olsson]. Acta Bibliothecae regiae Stockholmiensis, 49 s. 22-45
- Nordstrand, Jon Erik & Carlquist, Erik. (1990). Universitetsbiblioteket. I Sven-Olov Bylund (Red.), Umeå universitet 25 år (s. 107—116). Umeå: Umeå universitet.